# Henrique Frederico, Príncipe de Gales
Henrique Frederico Stuart, Príncipe de Gales (em inglês: Henry Frederick Stuart; Castelo de Stirling, 19 de fevereiro de 1594 - 6 de novembro de 1612) foi o filho mais velho do rei James VI & I e Ana de Dinamarca.

## Nascimento e juventude
Nasceu no Castelo de Stirling e tornou-se Duque de Rothesay, Conde de Carrick, Barão de Renfrew, Lorde das Ilhas e Príncipe da Escócia automaticamente em seu nascimento. Seu pai o colocou sob os cuidados de Alexandre Erskine, Conde do Mar, e dos cuidados da mãe do menino, James, porque temem que a tendência da mãe para o catolicismo pode afetar o filho. Embora a remoção da criança causasse enorme tensão entre Anna e James, Henry ficou sob os cuidados da família de Mar até 1603, quando James se tornou rei da Inglaterra e sua família se mudou para o sul.

## Príncipe de Gales
Na sequência da adesão do seu pai ao trono da Inglaterra, em 1603, tornou-se automaticamente Duque da Cornualha, e foi investido Príncipe de Gales e Conde de Chester em 1610, unindo assim a automática de seis e dois tradicionais títulos escoceses e Ingleses na posse de herdeiros aparentes aos tronos, desde essa data.

## Morte
Morreu de febre tifoide na idade de 18 anos (o diagnóstico pode ser feito com razoável certeza, a partir de registros escritos do exame post-mortem). Henrique foi enterrado na Abadia de Westminster. A morte do Príncipe Henrique foi amplamente considerada como uma tragédia para a nação. 
De acordo com Charles Colton, "poucos herdeiros para o trono Inglês têm sido tão amplamente e profundamente pranteados como Príncipe Henrique." Seu corpo ficou no Palácio de St. James durante quatro semanas. Esse período foi necessário para que seu pai recolhesse dinheiro para um funeral extravagante, que ocorreu em 7 de dezembro, quando mais de mil pessoas caminharam na milha-longo - cortejo a Abadia de Westminster - para ouvir o sermão de duas horas emitido pelo Arcebispo de Cantuária. 